# سوق جارا
سوق جارا، سوق موسمي يبدأ اسبوعيا في كل يوم جمعة خلال شهر (أيار / مايو) وينتهي في شهر (تشرين الأول / أكتوبر)  تقيمه سنويا رابطة سكان جبل عمان. هو سوق تراثي يقام في حي جبل عمان وسط العاصمة الأردنية عمّان. يرتاده السياح بكثرة خلال فصل الصيف. يقام هذا السوق تحت رعاية الرئيس الفخري للجمعية الأمير علي بن الحسين وبالتنسيق مع أمانة عمان الكبرى. بدأ نشاط هذا السوق في موسم عام 2005.

## معروضات السوق
يركز هذا السوق اهتمامه على الفلكلور والفن الشعبي المحلي والعربي والفن التشكيلي إذ يعرض عدة فنانين ابداعاتهم هناك من لوحات ومنحوتات وتحفيات ونحاسيات. وكثير من معروضاته أشغال يدوية واكسسوارات. ويوجد فيه أيضا مسرحا لاقامة حفلات غنائية وشعبية. كما يتضمن منطقة أطفال جميلة ومقهى شرقي. يهدف هذا السوق العائلات المحلية والزائرة للأردن.

## اعتراض
قدمت 40 أسرة ممن يسكنون في محيط السوق اعتراضهم لأمانة عمان بحجة أن السوق يسبب لهم إزعاجا، وأن بعض رواده قد أقدمو على بعض التجاوزات.

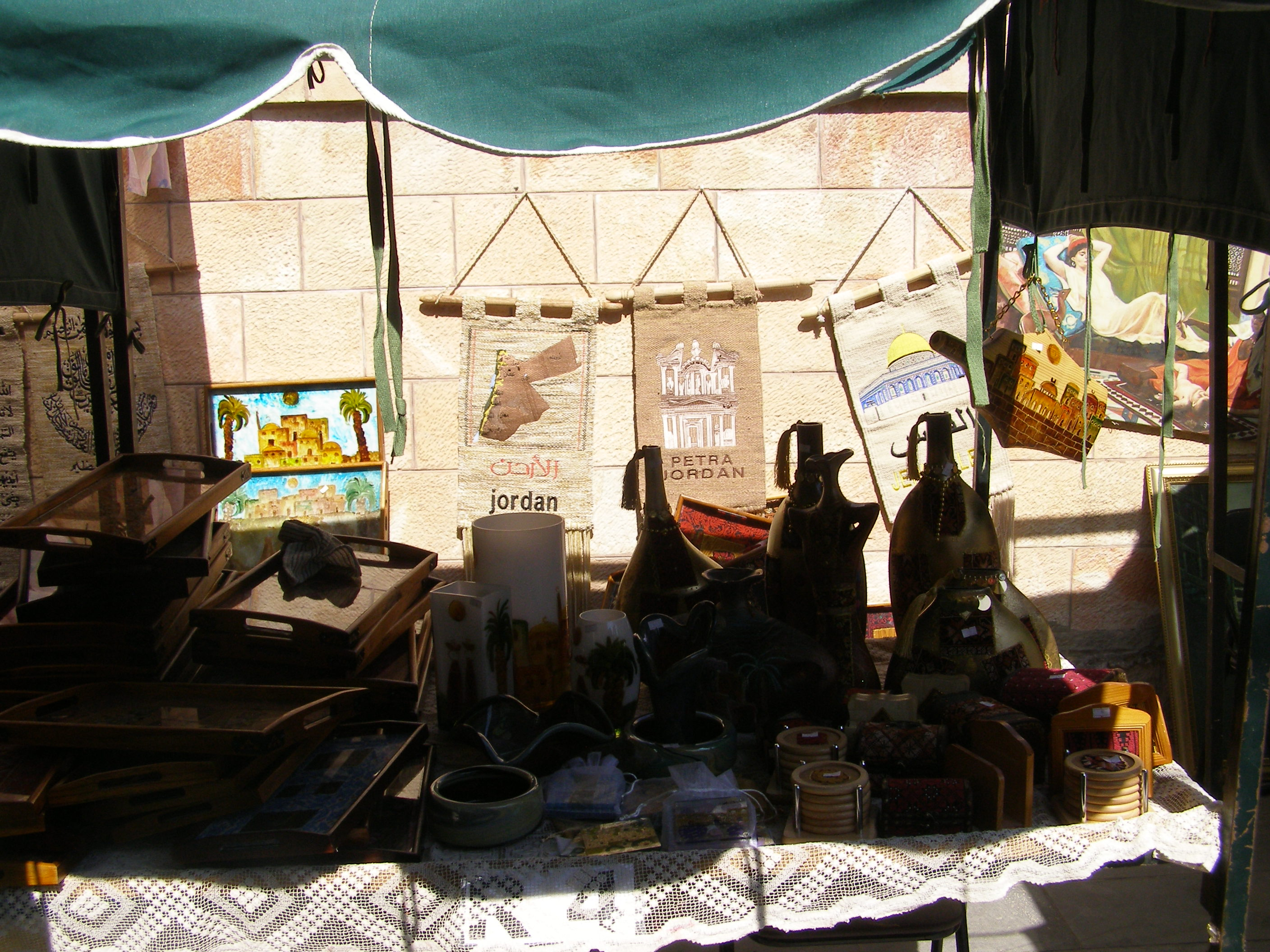
معروضات سوق جارا
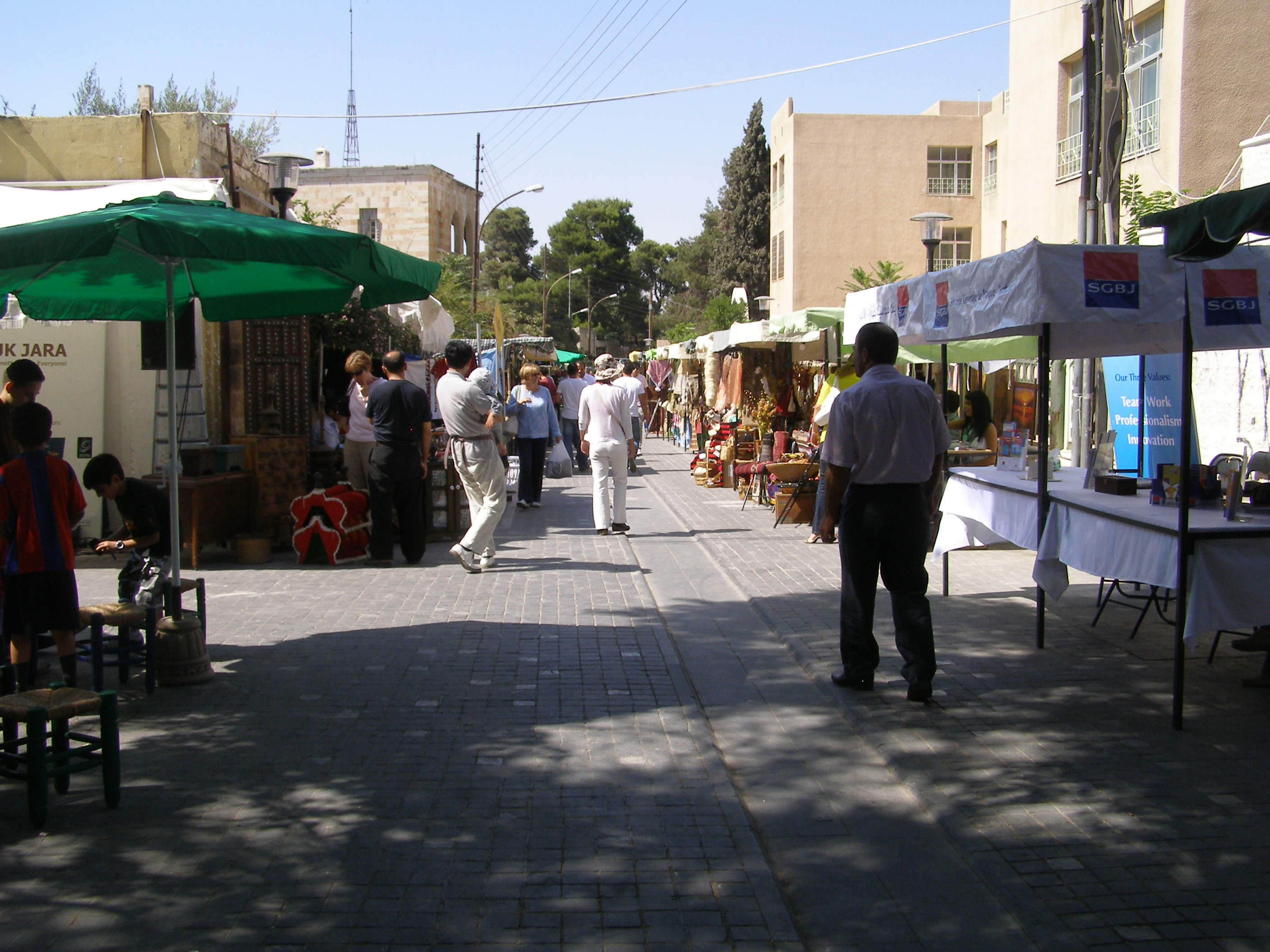
إحدى زوايا السوق
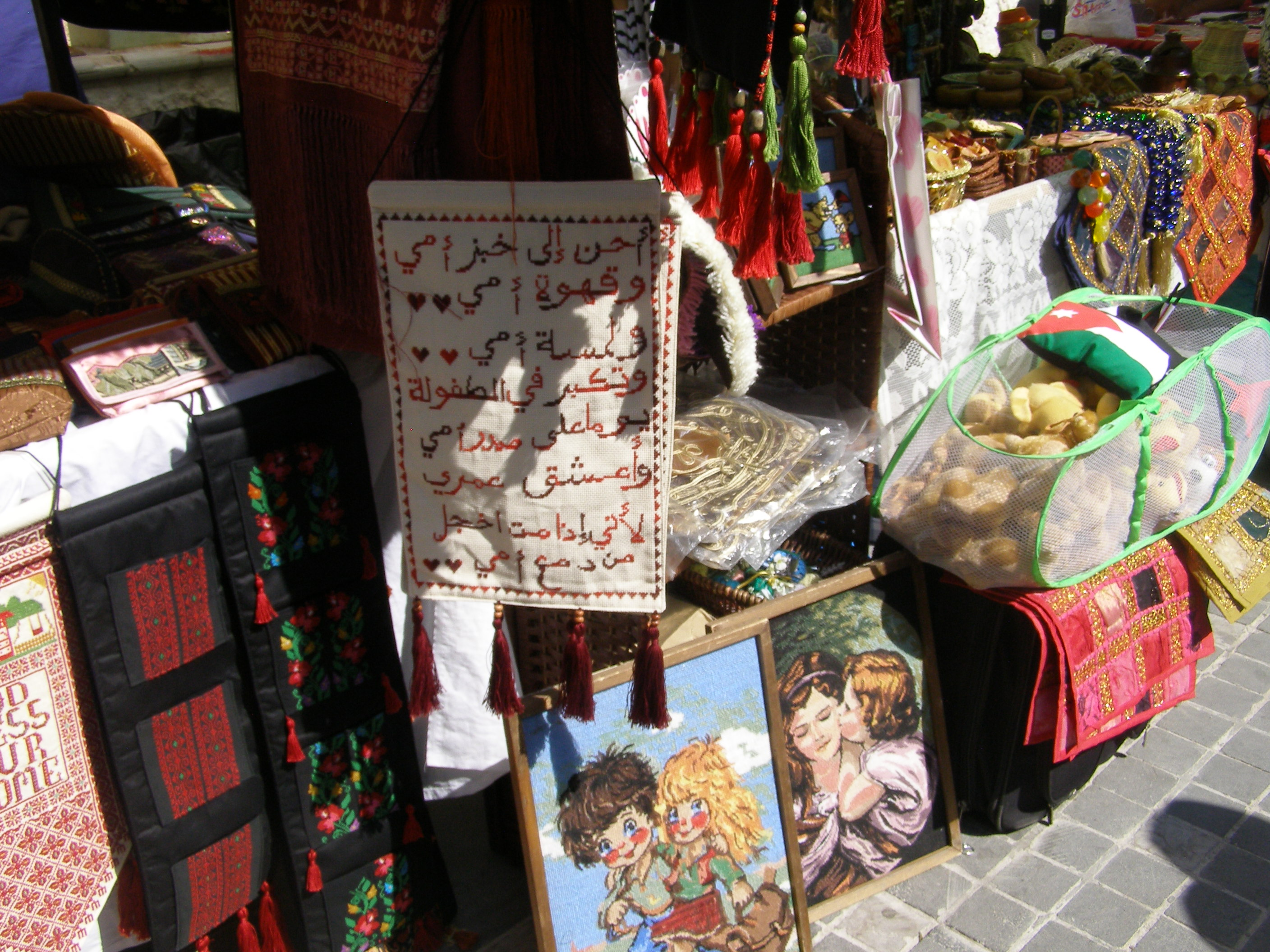
أشغال يدوية
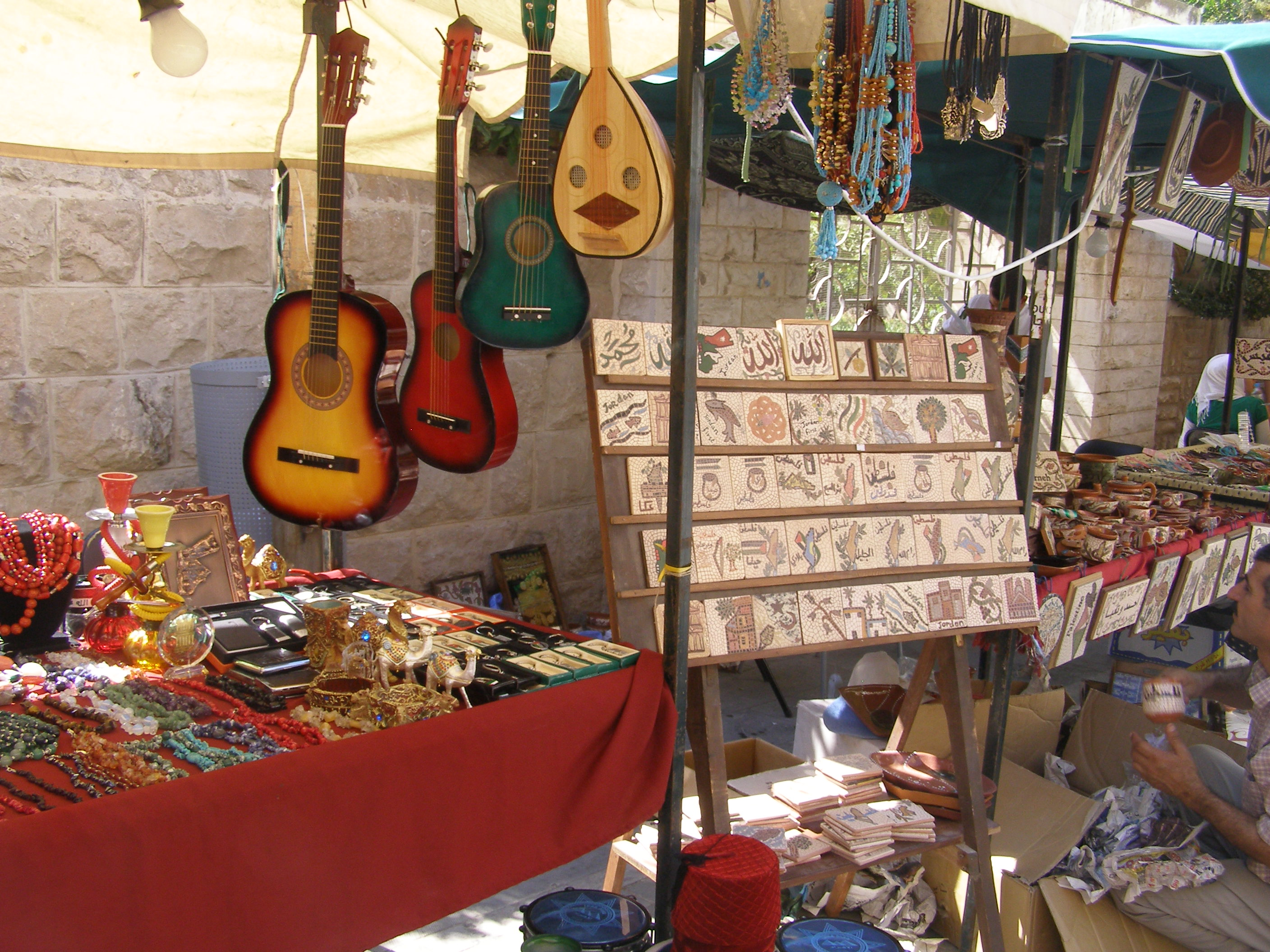
آلات موسيقية
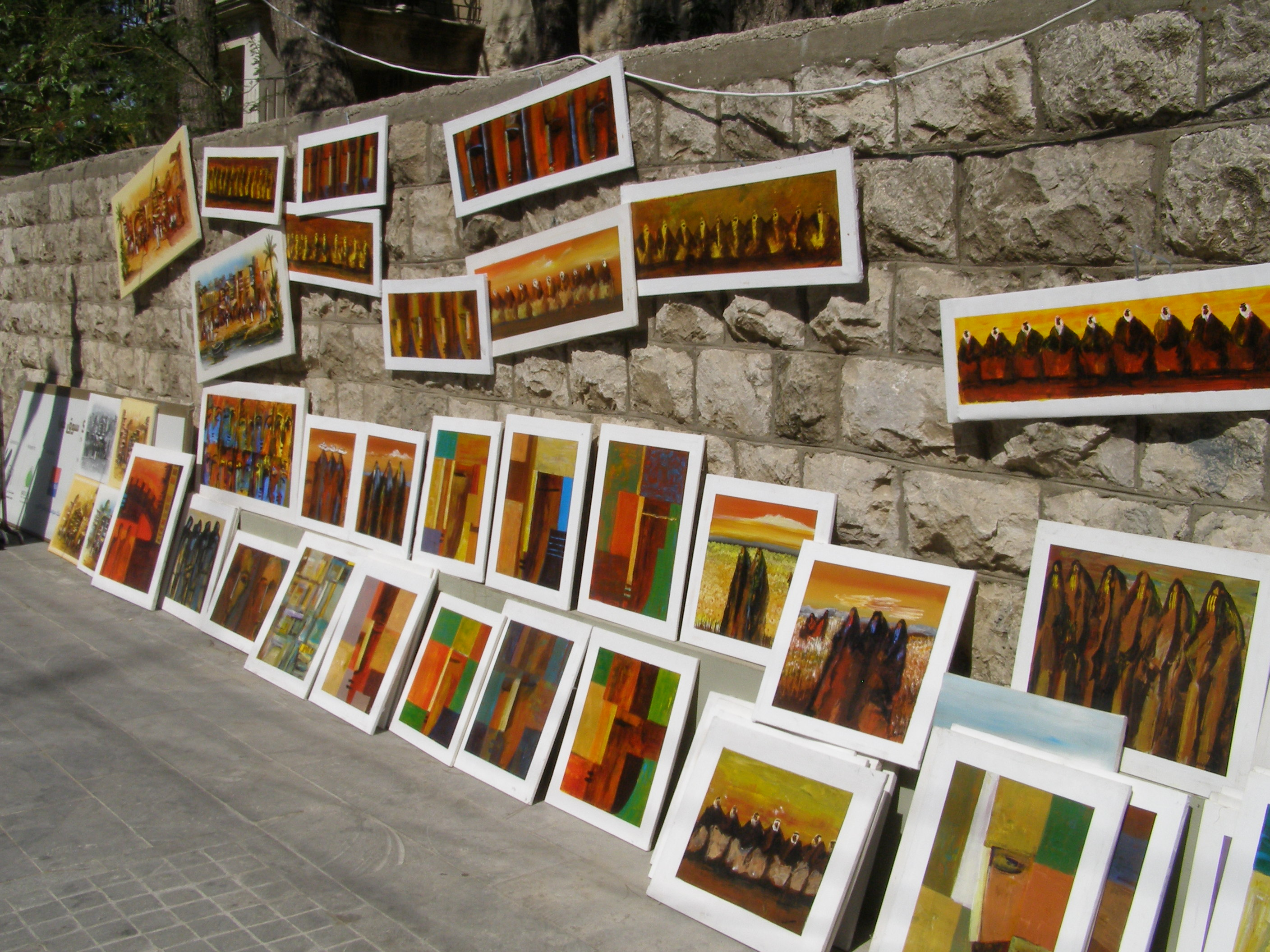
لوحات تشكيلية
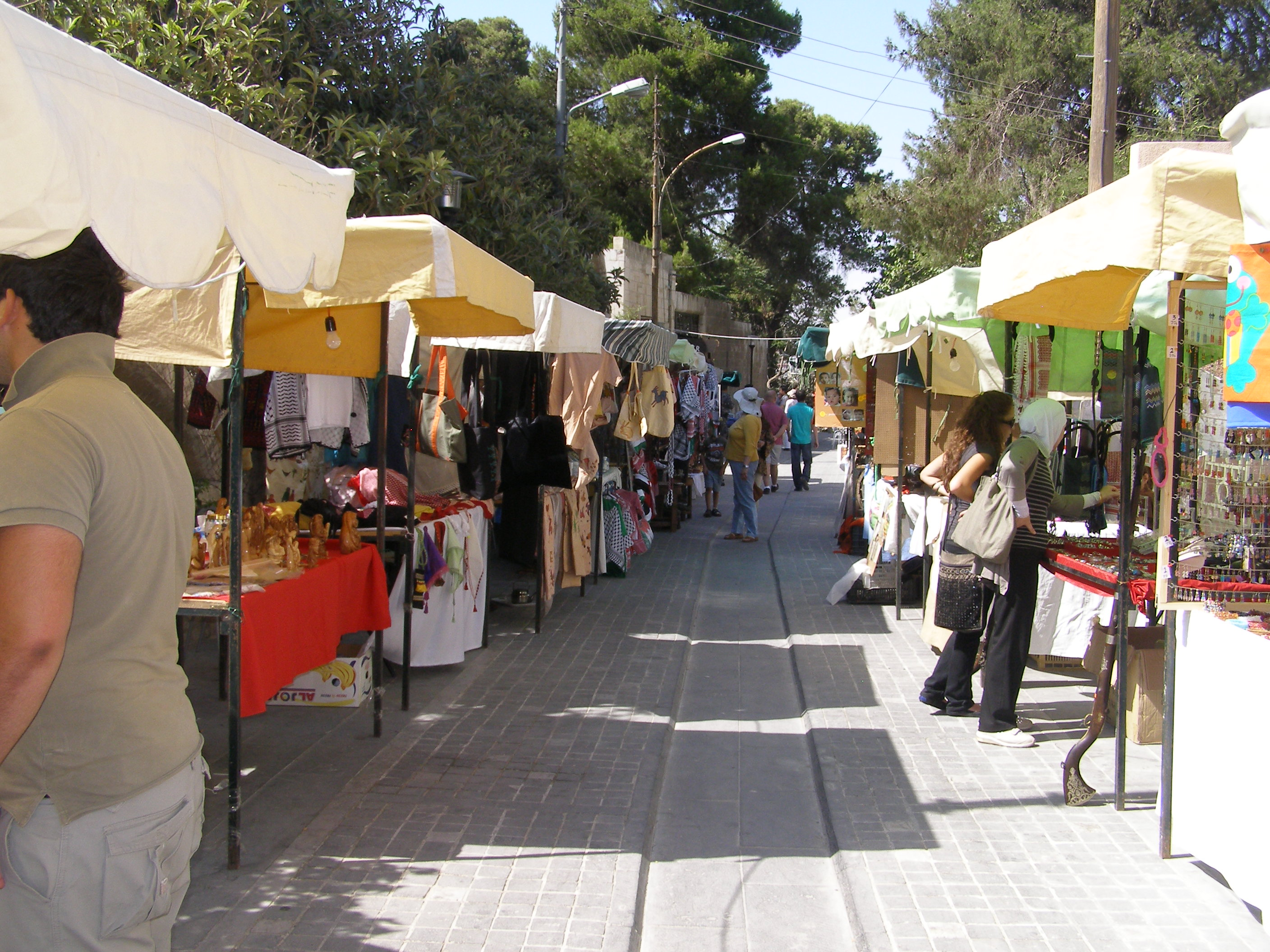
سوق جارا
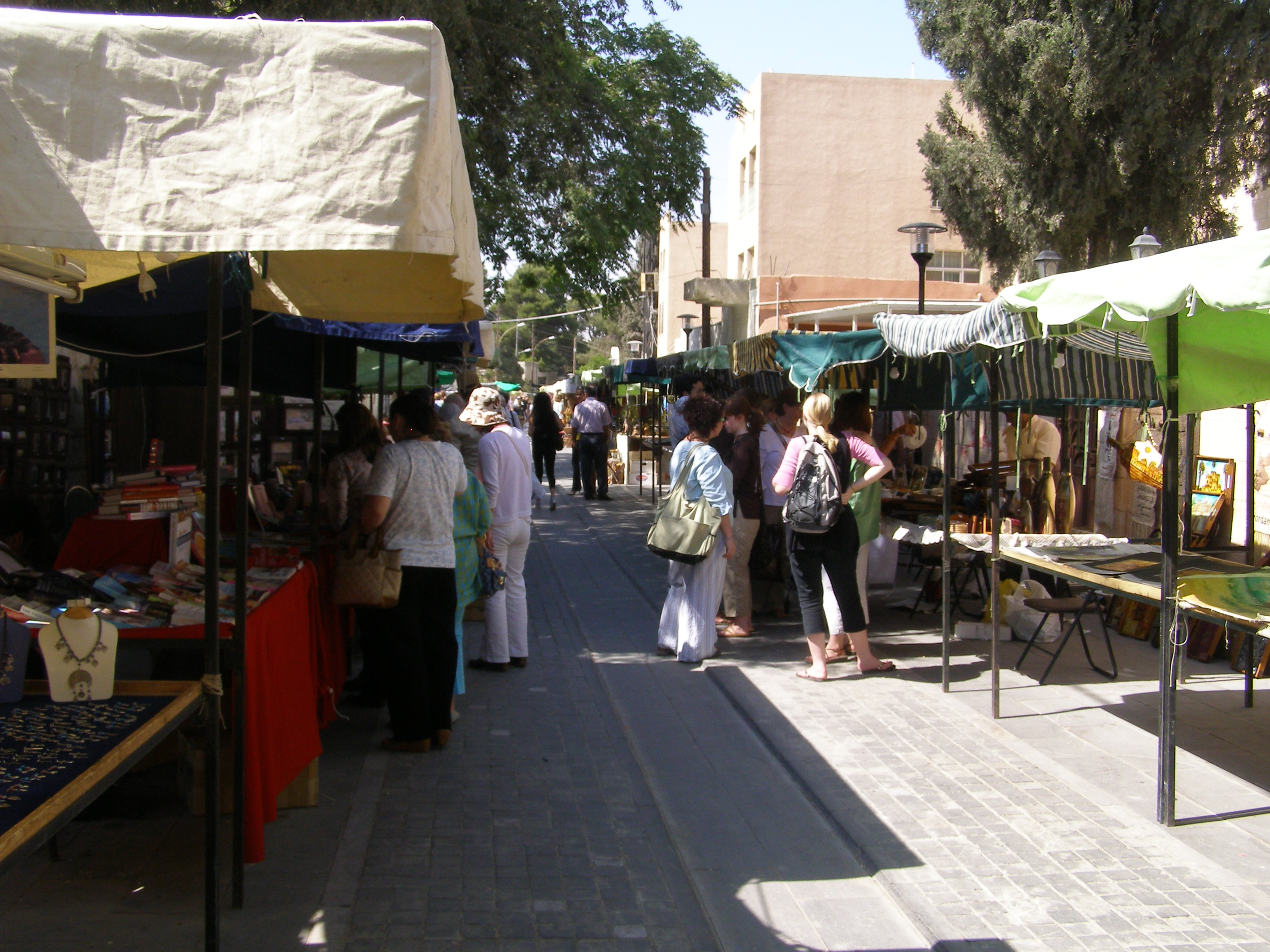
إحدى زوايا السوق
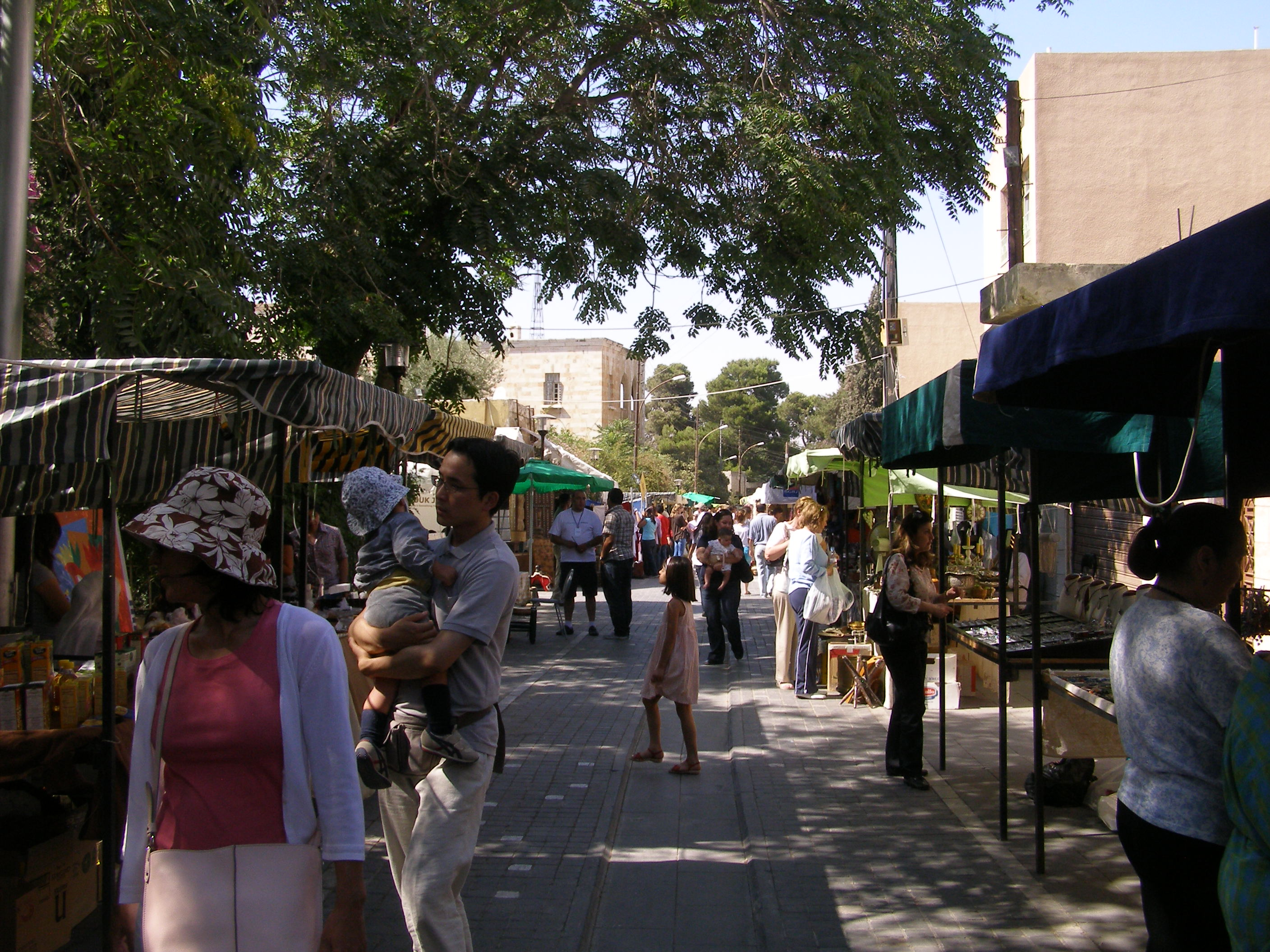
زاوية أخرى